# Kanton (Francja)
Kanton – jednostka podziału administracyjnego Francji. Stanowią one jednostkę mniejszą od arrondissements i departamentów. Same składają się z kilku lub kilkunastu gmin lub ich części. Zostały one utworzone w 1790, czyli w tym samym okresie, co departamenty.
Kanton francuski nie jest jednostką samorządową, ale stanowi on jedynie okręg wyborczy do rady generalnej departamentu. Wybory te noszą nazwę élections cantonales. Podczas tego głosowania z każdego kantonu wybierany jest jeden przedstawiciel do rady departamentu. Odbywają się one co 3 lata w połowie kantonów danego departamentu, czyli co 3 lata zmienia się połowa rady generalnej.
Pewien wyjątek stanowi departament Paryż, który jest jednocześnie gminą. Administrowaniem tym terytorium zajmuje się zatem jedno ciało, które można powiedzieć, jest jednocześnie radą miejską i radą generalną. Zatem nie istnieją sensu stricto kantony w Paryżu, gdyż rada miasta Paryża wybierana jest w czasie wyborów gminnych (élections municipales) co 5 lat. Za to z punktu widzenia statystycznego dzielnice Paryża (nazywane arrondissements) uznawane są niekiedy za kantony.
Poza tym stolica kantonu w obszarach wiejskich jest zazwyczaj siedzibą brygady żandarmerii oraz niektórych urzędów administracyjnych, które nie mogą być obecne w każdej gminie. Ale nie stanowi to żadnej reguły, gdyż taki urząd może znajdować się także w innym mieście, który nie jest stolicą kantonu.
Liczba kantonów w departamentach jest zmienna i wynosi od 15 w departamencie Territoire de Belfort do 79 w departamencie Nord. Ich liczba stale się zmienia, gdyż kantony, których liczba ludności wzrasta są dzielone na mniejsze, natomiast kantony wyludniające się są łączone. Ostatecznie w 2004 roku było ich 4 039, w tym 156 w departamentach zamorskich.
Również terytorium zależne Francji Majotta, którego administracja zbliżona jest do departamentalnej, podzielone jest na 19 kantonów.